# كونتية بوليا

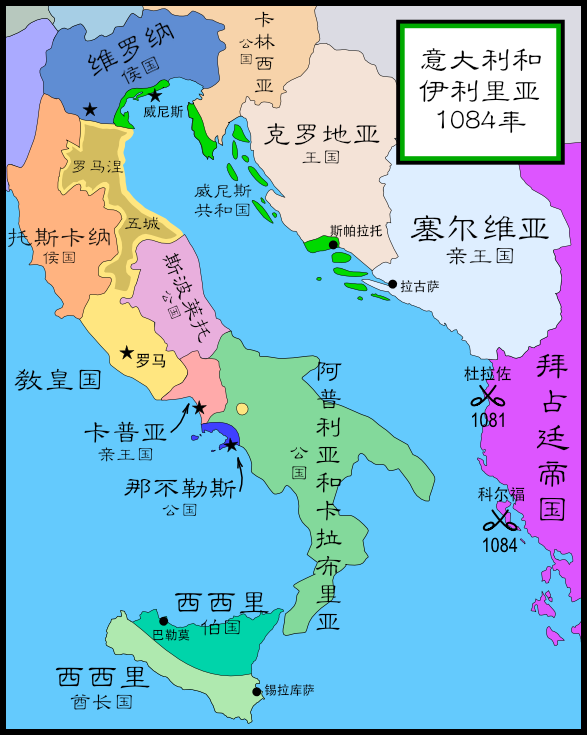

كونتية بوليا هي دولة نورمانية تقع في جنوب إيطاليا ، أسسها الكونت وليام هوتفيل و دامت ستة عشر عاماً من 1043 حتى 1059، ضمت الكونتية أراضي جارجانو و كابيتاناتا وكامبانيا وبوليا و فولتوري.